# Dolní Beřkovice (zámek)
Zámek Dolní Beřkovice se nachází v okrese Mělník ve východní části obce Dolní Beřkovice (asi 9 km severovýchodně od Mělníka) na levém břehu Labe. Jednopatrový čtyřkřídlý původně renesanční a později neorenesančně přestavěný zámek je od roku 1966 kulturní památkou.

## Historie
Poprvé byla lokalita zmíněna roku 1318, kdy zdejší statky vlastnil Jarosius de Byerzkowicz, z toho vznikl název Beřkovice, tedy ves lidí Beřkových. Od roku 1785 se uvádí i přívlastek Dolní (Horní Beřkovice jsou vzdáleny asi 10 km jihozápadně). Pravděpodobně na místě dnešního zámku nad zátočinou Labe stávalo v minulosti opevněné hradiště, z něhož později vznikla tvrz obklopená valem s vodním příkopem; ta byla kolem roku 1606 přestavěna na pozdně renesanční zámek. Po českém stavovském povstání bylo panství zkonfiskováno a v roce 1627 koupila Beřkovice Polyxena z Lobkovic. Panství tak přešlo do majetku roudnické větve Lobkoviců.
Josef František Karel z Lobkovic (1803–1875) se stal zakladatelem dílčí rodové větve, označované jako dolnobeřkovická. V roce 1853 nechal zámek přestavět; na plánech přestavby se pravděpodobně podílel především tehdy začínající vídeňský architekt Heinrich Ferstel (1828–1883) za podpory svého strýce Friedricha Augusta Stacheho (1814–1895), kterému je připisována zámecká kaple. Čtvercový půdorys zámku s uzavřeným nádvořím a celkový renesanční charakter stavby zůstaly zachovány, ale fasáda, římsy a rohové věže připomínající bývalou tvrz byly vytvarovány v tehdy módním historizujícím stylu.
Kolem zámeckých a hospodářských budov je park o rozloze asi 5 ha, na jehož vzniku se snad podílel i Václav Skalník. V parku si nedaleko zámku nechali Lobkovicové na počátku 20. století postavit pohodlnější dvoupatrovou vilu a zámek pak užívali jen pro reprezentační účely.
V době protektorátu a po 2. světové válce zámek sloužil až do roku 1960 jako měšťanská a pak základní škola. Poté byl renovován a jeho podoba se více vrátila k pozdně renesančnímu vzhledu z počátku 17. století. Byl využíván jako skladiště léčiv a bylo v něm i několik bytů.
Po roce 1989 byl zámek v restituci vrácen potomkům Leopolda Lobkowicze (1888–1933) z dolnobeřkovické větve Lobkoviců, jehož dcera Marie Julie (1919–2008) se v roce 1939 provdala za Jana Thurn-Taxise (1908–1959) a dolnobeřkovický zámek tak přešel do majetku Thurn-Taxisů.
V roce 2002 byl celý areál, zejména park a zámecká kaple, která je v přízemí, poškozen povodní (asi 100 m východně od zámku je na břehu Labe dochovaný pilíř bývalého knížecího mlýna, na němž je vodočet se záznamy labských povodní).
V roce 2023 došlo ke změně majitele, Karel Ferdinand Thurn-Taxis zámecký areál odprodal soukromé společnosti.

## Popis
Chráněný zámecký areál tvoří čtverec hlavní budovy, na něj na severní straně navazující hospodářská budova a park včetně dochované části ohradní zdi.
Hlavní budova má čtyři jednopatrová křídla s jednoduchou fasádou, krytá valbovou střechou. V nárožích jsou šestiboké věže, z nichž jihozápadní je vyšší. Na jižní straně do parku je terasa nesená pěti hranolovými sloupy. Vnitřní nádvoří tvoří arkády, v patře zasklené. Hlavní vchod je ze severní strany klenutým průjezdem, jehož profilovaný portál zdobí erby Lobkoviců. V jihovýchodní části je kaple sv. Josefa a Zdeňka s freskou, kterou údajně malovala Berta Lobkovicová (1807–1883).
Patrová hospodářská budova ve tvaru L je připojena k severnímu křídlu krytou chodbou nesenou třemi oblouky.
Park, protáhlý na jih a západ od budovy zámku, představuje rovinnou krajinářskou kompozici, v níž se střídají travnaté plochy se skupinami dřevin převážně domácího původu (uvádí se 66 druhů dřevin).